# Silvio Benedetto
Silvio Benedicto Benedetto (Buenos Aires, 21 marzo 1938) è un pittore e scultore argentino naturalizzato italiano.

## Biografia
Silvio Benedetto nacque a Buenos Aires, il 21 marzo 1938,  in una famiglia di artisti di origine italiana. Il nonno Benito Caldarella era un fotografo, ritrattista; la madre Adela Caldarella era una pittrice, ceramista e attrice di prosa; il padre Juan Valente Benedetto era attore e giornalista a Buenos Aires, dove fondò la prima associazione di giornalisti.

### Argentina dal 1950
Nel 1956, a diciotto anni, vinse il 1º Premio alla 2º Biennale d'Arte Sacra Panamericana a Buenos Aires. Tra il 1957 e il 1961 realizzò varie mostre personali, tra cui al "Museo Provincial de Bellas Artes" (oggi Museo Provincial de Bellas Artes Timoteo Navarro) di Tucumán.

### Italia dal 1961
Nel 1961 si trasferì in Italia e realizzò alcune mostre personali in varie gallerie, fra le quali alla "Penelope", alla "Zanini", alla "Nuova Pesa" di Roma, alla "Bussola" di Torino, alla "De´ Foscherari" di Bologna ed alla "Gianferrari" di Milano).
Stabilitosi definitivamente a Roma, collaborò col fotografo Davide Racanelli nella fondazione e gestione iniziale della Galleria ""Due Mondi"".

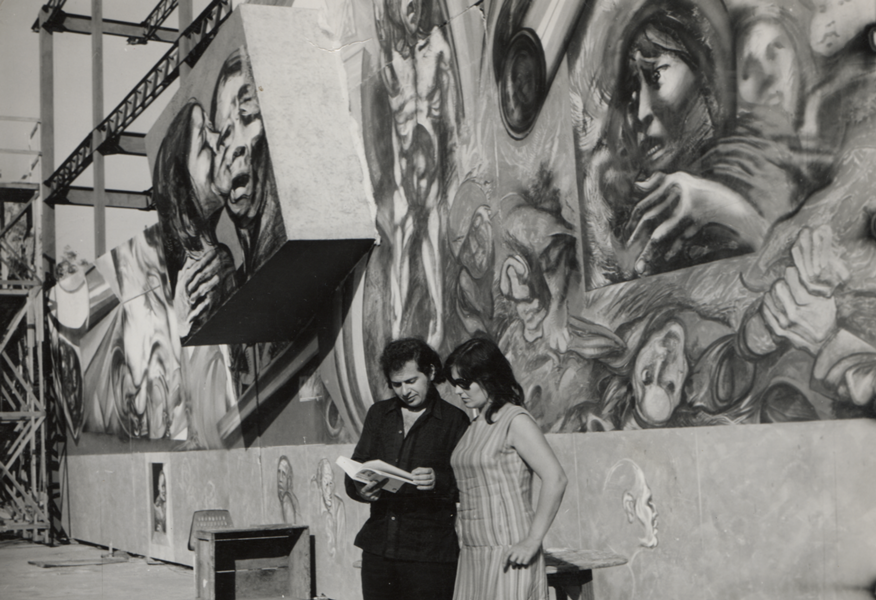
Silvio Benedetto con Luisa Racanelli davanti al suo murale del Casino de la Selva 1967

### Messico, Ecuador dal 1967
In questo periodo, viaggiò e lavorò in America Latina, collaborando alla realizzazione del murales “La Marcha de la Humanidad” nel complesso del World Trade Center di Città del Messico. In questo periodo Marta Traba scrive sul catalogo della Galleria d´Arte Moderna di Colombia: "Silvio Benedetto è stato negli ultimi tempi il caso scandalo della pittura latinoamericana, contendente di Guayasamín, contestatore di Siqueiros, vincitore in Messico di un abnorme murale". 
Al Casino de la Selva, a Cuernavaca, infatti dipingerà un murale, con una pianta rettangolare di 30 metri, per 50, intitolato "Progreso y Violencia", andato distrutto. A Cuernavaca rimangono anche settanta sue opere riunite in un museo a lui intitolato (da ricordare in quest´ampia collezione i "Dialoghi": “Grande deposizione con Cristo del Mantegna”, “La fucilazione di Goya nello studio”, “Il diluvio di Paolo Uccello”). Lavorando in Ecuador realizza anche un suo murales, all´Università di Guerrero.

### Europa dagli anni '70
Tra la metà degli anni `60 e gli inizi del `90 realizzò numerose incisioni e litografie presso le stamperie "Il Torcoliere" e "Il Feltro" di Roma, ed espose in diverse città europee. Nell'incendio del Palace Hotel di Mondello nel 1973 rimane distrutta la sua tela “Ratto di Santa Teresa - dialogo con Bernini”; sullo stesso tema resterà soltanto una cartella di incisioni con prefazione di Leonardo Sciascia. Presenta il manifesto "Arte come azione nel contesto urbano" a Palermo, in occasione della sua installazione “Uomo-Cristo” (struttura poliedrica di 33 m di altezza). L'installazione del dicembre 1974 verrà smontata dopo pochi giorni dall'amministrazione comunale, perché “rappresentante un Cristo non idoneo al Natale”. Ciò provocherà infinite polemiche. Firmeranno il manifesto di Benedetto moltissimi esponenti della cultura e dell'arte, tra i quali: Bruno Zevi, Luigi Nono, Enrico Crispolti, Leonardo Benevolo e Cesare Zavattini. È invitato, nel 1977, alla X Quadriennale di Roma - Artisti stranieri operanti in Italia, dove presentò la sua "Trilogia”: “Diluvio”, “Processione” e “Tragedia Greca”. In Normandia il museo di Belle Arti di Fécamp allestisce una sua mostra personale. Nel 1992 il Palazzo dei Normanni a Palermo ospita la sua prima mostra di scultura: “La Metafora della Montagna”.

Iniziò a Campobello di Licata la progettazione e la realizzazione, insieme ad Olga Macaluso, della Valle delle Pietre Dipinte (110 massi policromi, in travertino di due metri per tre, dipinti in più facciate) sulla Divina Commedia di Dante Alighieri, dopo aver realizzato diversi affreschi all'interno e soprattutto all'esterno di diversi edifici della cittadina. 

Invitato alla mostra "Raum!" al Vienna Künstlerhaus, espose nel 1998 la sua installazione “Via Scialoja 6 alla Künstlerhaus” e presentò una performance ispirata al Faust di Goethe. Dal 1999 Il Parco Nazionale delle Cinque Terre impegna l'artista nella realizzazione del progetto “Gli itinerari artistici nel Parco Nazionale delle Cinque Terre”. Silvio Benedetto, infatti, creò e realizzò grandi pitture murali nelle cinque stazioni ferroviarie dei Comuni del Parco: Riomaggiore, Manarola, Corniglia, Vernazza e Monterosso unendoli attraverso un unico filo conduttore, per stile e per tema, creando così un “sentiero” turistico-culturale. Progetta e realizza, inoltre, la decorazione della piazza Capellini a Manarola, con la collaborazione di Silvia Lotti nella realizzazione delle piastrelle in terracotta e la collaborazione della figlia Flavia Benedetto nella creazione della decorazione circolare, al centro della piazza. Si inaugura, sempre a Manarola, il monumento a Fabrizio De André. Lungo tutta la parete (157 metri) della galleria pedonale di Riomaggiore (che porta dalla stazione al centro del paese) realizza "La sequenza della memoria": un mosaico polimaterico con tessere sagomate, maioliche smaltate, lucide, e con l'utilizzo di svariati materiali come: pietre, ciottoli, marmi (tra cui il rosso e verde di Levanto), cristalli, specchi, conchiglie, terrecotte; il mosaico raffigura la costa delle Cinque Terre. Nel 2000 realizza all'Arsenale Marittimo Militare di La Spezia, il murale “Tradizione Tecnologia Arte” e diverse sculture-assemblage nonché una performance nell'ambito della Smart. Nel 2001 inizia “L'Iliade in terra e fuoco”, un murale ceramico di metri 7,30 per 3,10, composto da maioliche di svariate forme, con soggetti figurativi sul tema dell'Iliade. Dell'Iliade di Silvio Benedetto esiste anche un'opera grafica (realizzata nello stesso anno).